# Priorado de São Leonardo (Norwich)
O Priorado de São Leonardo, Norwich foi um priorado em Norfolk, Inglaterra. Era uma célula dependente da Catedral de Norwich antes da Reforma. Em 1542, foi adquirido pelo Conde de Surrey e transformado na mansão do Monte Surrey. Durante a rebelião de Kett, em 1549, foi usado para aprisionar os 'cativos da pequena nobreza' do rebelde.